# AMC AMX/3
La AMC AMX/3 è una vettura con linee sportive ad alte prestazioni, prodotta dalla casa automobilistica AMC nel 1970, progettata e creata dall'ingegnere italiano Giotto Bizzarrini e realizzata in soli 6 esemplari (1 prototipo e 5 vetture di preserie).

## Contesto
Con l'obbiettivo di rimanere ai vertici del mercato delle vetture statunitensi, la AMC aveva presentato presso il Chicago Autoshow del 1969 il prototipo ad alte prestazioni AMX/2. Dal momento che si ebbe una buona accoglienza dagli addetti ai lavori, si promosse la creazione di una vettura ancora più sviluppata denominata AMX/3.

## Tecnica
La costruzione della vettura venne affidata all'ingegnere italiano Giotto Bizzarrini, il quale realizzò un sistema di sospensioni indipendenti ed abbinò al propulsore V8 da 340 cv un cambio manuale a cinque marce. Per contenere il peso, si decise di realizzare un telaio a trave centrale con una monoscocca saldata su di esso, definito "semi-monoscocca" e su di esso fu montata una carrozzeria realizzata in fibra di vetro.

## Sviluppo
La vettura venne presentata a Roma nel 1970 a pochi giornalisti selezionati, ma l'impressione che fece fu ottima. Oltre al primo modello ne fu commissionata la costruzione di altri 5 di preserie. La crisi economica in cui si trovava l'azienda unita alle nuove leggi anti-inquinamento, fecero naufragare la produzione in serie della vettura, nonostante fosse anche stato proposto allo stesso Bizzarrini di completare la costruzione di almeno trenta esemplari.